# نیروگاه هسته‌ای براکه
نیروگاه هسته‌ای براکه (به عربی: محطة توليد براكة) (امارات، ابوظبی، واقع در ۵۳ کیلومتری غرب شهر الرویس)، یکی از نیروگاه‌های کشور امارات و نخستین نیروگاه هسته‌ای این کشور با ظرفیت تولید ۵٬۶۰۰ مگاوات شامل ۴ رآکتور ۱٬۴۰۰ مگاواتی مدل APR-۱۴۰۰ طراحی شرکت برق کره (KEPCO) از نوع رآکتور آب فشرده پیشرفته است.
تخمین زده می‌شود که نیاز برق امارات از ۱۵٫۵ گیگاوات به بیش از ۴۰ گیگاوات در سال ۲۰۲۰ برسد.

## تاریخچه ساخت

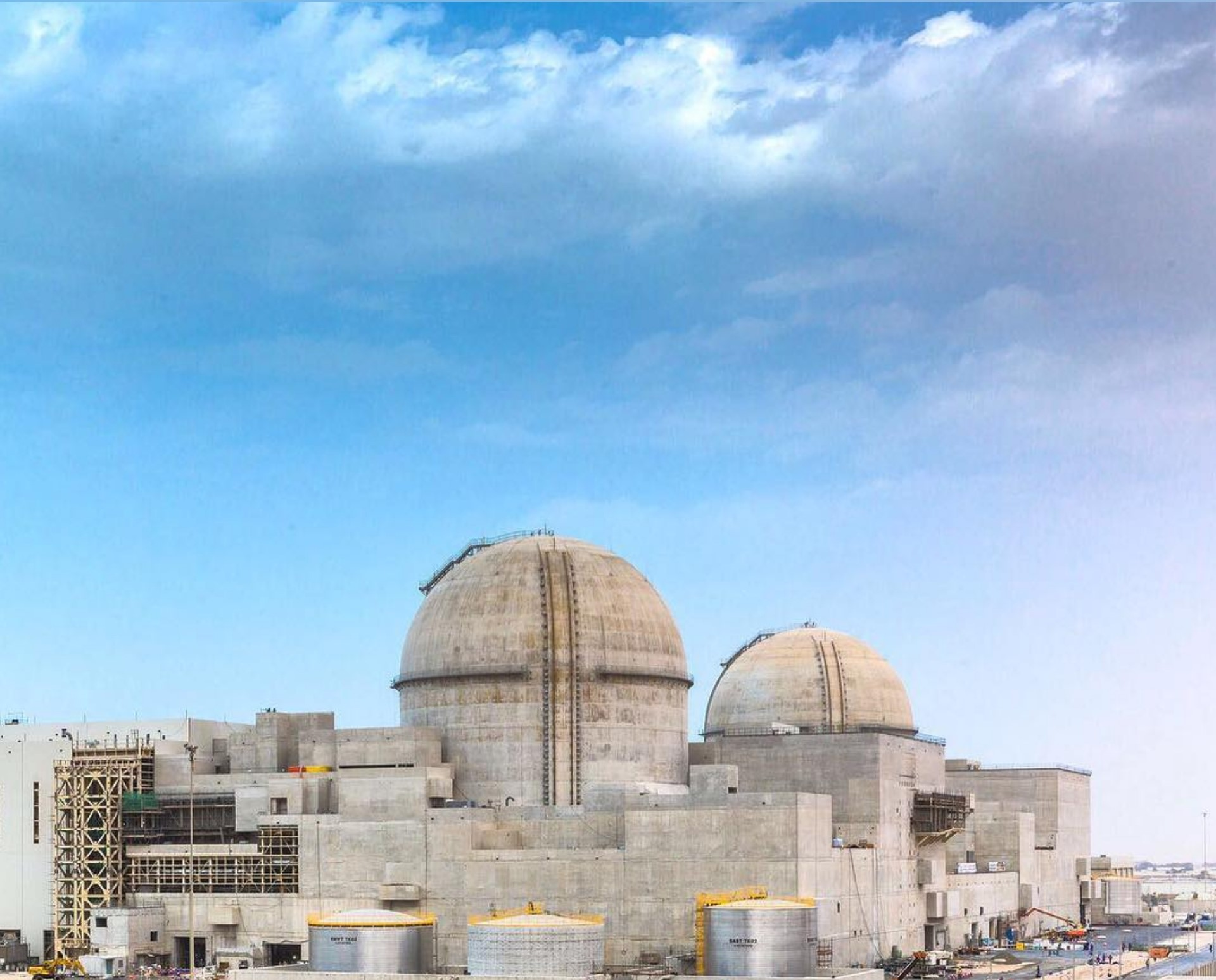
عکسی از نیروگاه هسته ای درحال ساخت

در دسامبر ۲۰۰۹، شرکت انرژی هسته‌ای امارات (ENEC) طی قراردادی با شرکت برق کرهٔ جنوبی معروف به کپکو (KEPCO) با رقم پیشنهادی ۲۰ میلیارد دلار، توافق برای ساخت نخستین نیروگاه هسته‌ای در امارات متحدۀ عربی صورت گرفت. بنا به قرارداد، ۴ رآکتور مدل APR-۱۴۰۰ به ترتیب ساخته می‌شود که آغاز تولید برق از سال ۲۰۱۷ خواهد بود.
مراسم کلنگ‌زنی نیروگاه در ۱۴ مارس ۲۰۱۱ برگزار شد، از جمله افرادی که در این مراسم حضور داشتند، رییس‌جمهور کرۀ جنوبی لی میونگ باک بود. ساخت واحد اول در ۱۸ ژوئیهٔ ۲۰۱۲ شروع شد، در مهٔ ۲۰۱۳، ساخت و ساز واحد دوم آغاز شد.
در سال ۲۰۱۴ کشتی حامل رآکتور شمارهٔ ۱ براکه در محل تحویل داده شد و آماده‌سازی پایگاه برای تحویل رآکتور شمارهٔ ۳ و ۴ شروع شد. قرار است که واحد ۱ در سال ۲۰۱۷ و بقیهٔ واحدها به ترتیب هر سال یک واحد وارد مدار شوند تا واحد ۴ که قرار است در سال ۲۰۲۰ تجاری شود.
همچنین امارات متحدهٔ عربی، پیمان‌نامۀ منع گسترش سلاح‌های هسته‌ای و پروتکل الحاقی آژانس بین‌المللی انرژی اتمی را امضاء کرده‌است.

## هزینهٔ ساخت

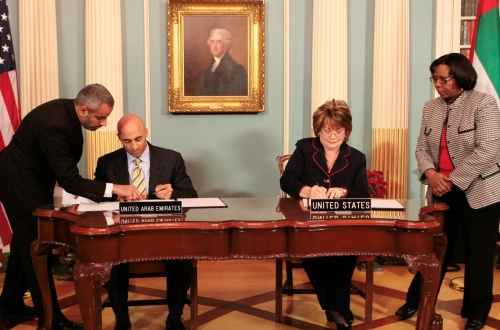
توافق همکاری‌های دو جانبه در زمینهٔ انرژی صلح‌آمیز هسته‌ای میان نمایندگان امارات متحدۀ عربی و ایالات متحده در سال ۲۰۰۹

در سال ۲۰۱۱ خبرگزاری بلومبرگ گزارش داد که به دنبال موافقت‌نامه‌های مالی، هزینهٔ ساخت نیروگاه ۳۰ میلیارد دلار قرارداد شده بود که شامل ۱۰ میلیارد دلار سهام، ۱۰ میلیارد دلار بدهی آژانس صادرات و اعتباری و ۱۰ میلیارد دلار بدهی‌های بانک‌ها است. همچنین، ممکن است کرهٔ جنوبی بابت راه‌اندازی، نگهداری و عرضهٔ سوخت، ۲۰ میلیارد دلار بگیرد.